# Psychotria wagapensis
Psychotria wagapensis är en måreväxtart som beskrevs av André Guillaumin. Psychotria wagapensis ingår i släktet Psychotria och familjen måreväxter. Inga underarter finns listade i Catalogue of Life.